# Polaryzacja elektrod
Polaryzacja elektrody – zjawisko fizyczne związane ze zmianą potencjału elektrody w stosunku do jej potencjału równowagowego wywołanym przez przyłożenie zewnętrznego źródła prądu. Miarą polaryzacji elektrody jest nadnapięcie.
Po zanurzeniu elektrody w elektrolicie ustala się stan równowagi dynamicznej polegający na wyrównaniu się szybkości procesów utleniania i redukcji zachodzących na granicy faz. Każdemu z tych procesów towarzyszy odpowiedni prąd, tj. prąd utleniania {\displaystyle (i_{\text{ox}})} i prąd redukcji {\displaystyle (i_{\text{red}}).} W stanie równowagi prądy te są równe co do wartości bezwzględnej (różnią się tylko znakiem) i określane są mianem prądu wymiany {\displaystyle (i_{\text{0}}).}
{\displaystyle (i_{\text{0}})\equiv |i_{\text{ox}}|=|i_{\text{red}}|.}
Elektroda natomiast osiąga pewien potencjał nazywany równowagowym. W niektórych przypadkach potencjał ten jest równy potencjałowi jaki można obliczyć z równania Nernsta.
Jeżeli układ elektroda–elektrolit zostanie wytrącony ze stanu równowagi przez płynący przez granicę faz prąd, to procesy utleniania i redukcji będą przebiegać z różną prędkością, a prądy im odpowiadające przestaną się równoważyć, elektroda ulegnie polaryzacji, czyli jej potencjał zmieni się w stosunku do potencjału równowagowego. Możliwe są dwa rodzaje polaryzacji elektrody:
- polaryzacja katodowa – gdy potencjał elektrody spolaryzowanej jest mniejszy niż jej potencjał równowagowy,
- polaryzacja anodowa – gdy potencjał elektrody spolaryzowanej jest większy niż jej potencjał równowagowy,

## Polaryzacja stężeniowa
Polaryzacja stężeniowa jest zjawiskiem polaryzacji elektrody spowodowanej przez zbyt wolny transport masy do elektrody. Poza elektrochemią pojęcie to stosowane jest również w opisie procesów membranowych.